# Doctrine militaire de la Russie
La doctrine militaire de la Russie est un document de planification stratégique de la Russie et représente un système de vues officiellement adoptées par l'État pour la préparation de la protection armée de la Russie. La révision la plus récente de la doctrine militaire est approuvée en 2021.
De nombreuses révisions successives de la doctrine militaire ont été promulguées depuis 1990. Il s'agit notamment des doctrines militaires de mai 1992 (sous forme de projet), de novembre 1993 et de janvier 2000, ainsi que des deux concepts de sécurité nationale de décembre 1997 et d'octobre 1999. La doctrine militaire au sens russe, cependant, va au-delà de la discussion des menaces potentielles. Selon les termes de Christopher Donnelly, elle fait partie « d'un ensemble de vues, acceptées dans un pays à un moment donné, qui couvrent les buts et le caractère d'une guerre possible, les préparatifs du pays et de ses forces armées pour une telle guerre, et les méthodes de la mener ».

## Projet de 1992
Le projet de doctrine de 1992 démontre que les premières réflexions russes sur les menaces extérieures ne représentent qu'une réplique de l'ancienne pensée soviétique. Le document indique que si la menace d'une guerre mondiale a effectivement considérablement diminué, les « sources de danger militaire » dans les relations internationales restent les mêmes que sous l'URSS.
La première de ces « sources de danger militaire » sont donnée comme suit : « l'empressement d'États isolés ou de coalitions d'États à dominer dans la communauté mondiale ou dans des régions individuelles, et leur prédilection pour régler les différends par des moyens militaires ».
Il ne fait guère de doute que l'état-major général a les États-Unis et l'OTAN à l'esprit lorsque le document est rédigé. Un peu plus bas, il est déclaré que la Russie ne considère aucun État ou coalition comme un ennemi, une contraction a été introduite entre l'ancien et le nouvel environnement de sécurité en évolution. Les « regroupements puissants de forces armées » près des frontières de la Russie, le renforcement militaire de « certains États », le terrorisme international et la prolifération des armes de destruction massive sont également mentionnés. La Russie a également subtilement annulé son engagement de ne pas utiliser l'arme nucléaire en premier, tout en indiquant que des attaques conventionnelles contre l’ingénierie nucléaire, les centrales électriques et « et d'autres installations potentiellement dangereuses » (vraisemblablement des sites chimiques ou biologiques) seront considérées une première utilisation d'armes de destruction massive.

## Doctrine militaire de 1993
Le Soviet suprême de la RSFSR refuse d'approuver le projet de 1992. Une nouvelle doctrine militaire entre en vigueur qu'en novembre 1993 et ne sera pas entièrement rendue publique ; le résumé publié couvre 21 des 23 pages du document. Aucune raison n'est donnée pour la diffusion partielle du texte, faisant craindre que le gouvernement russe et/ou son armée ne veuille dissimuler des intentions controversées ou déshonorantes.
Le résumé publié montre des différences majeures par rapport aux menaces extérieures pensant au projet de 1992. Deux fils principaux apparaissent dans la liste. Premièrement, la menace restante de l'Occident, illustrée par les inquiétudes concernant l'expansion des blocs militaires et la violation des accords sur les armes, ainsi que l'ingérence avec les Russes à l'étranger. L'engagement de non-utilisation des armes nucléaires en premier est abandonné. Deuxièmement, de nouveaux dangers sont reconnus ; les guerres internes à proximité, la prolifération des armes de destruction massive et le terrorisme.
Conformément à l'accent mis sur la menace de conflits régionaux, la doctrine appelle à des forces armées russes plus petites, plus légères et plus mobiles, avec un plus haut degré de professionnalisme et une plus grande capacité de déploiement rapide. Un tel changement s'avérera extrêmement difficile à réaliser.

## Doctrine militaire de 2000
Tant dans le projet de 1992 que dans le document officiel de 1993, une distinction avait été établie entre les sources de danger militaire extérieur et les menaces militaires immédiates. Cette distinction disparaît dans la déclaration doctrinale la plus récente, qui a d'abord été rendue publique sous forme de projet en octobre 1999, puis finalement approuvée par décret présidentiel fin avril 2000,.
Bien que de nombreuses modifications aient été apportées au document entre son stade de projet et sa forme finale, la section sur les menaces militaires extérieures reste pratiquement la même. La première menace est perçue comme des revendications territoriales sur la fédération de Russie et une ingérence dans les affaires intérieures russes, langage tiré directement de la section de 1993 sur les dangers extérieurs. Deuxièmement, le mépris des préoccupations russes dans la résolution des conflits internationaux et l'opposition au renforcement de la Russie en tant que centre d'un monde multipolaire. La référence à la multipolarité fait écho à des sections supprimées du projet de 1999, où deux tendances contradictoires étaient énoncées : à une extrémité, une tendance vers un monde unipolaire basé sur la domination d'une superpuissance — clairement les États-Unis — et la résolution militaire des problèmes clés, et de l'autre, une tendance à la formation d'un monde multipolaire, fondé sur la primauté du droit international et l'égalité des droits des peuples et des nations.
Certains changements sont apportés à la lumière des guerres tchétchènes  et la guerre du Kosovo.

## Doctrine militaire de 2010
La doctrine militaire russe de 2010 se définit comme strictement défensive. Une traduction en anglais du texte russe est disponible en novembre 2022 sur le site Web du Carnegie Endowment for International Peace.
La doctrine énumère 11 actions considérées comme constituant des « dangers extérieurs » (russe : опасности) pour la fédération de Russie, notamment :
- s'efforcer de donner aux forces de l'OTAN des fonctions mondiales, en rapprochant l'infrastructure de l'OTAN des frontières de la Russie
- tenter de déstabiliser la situation dans divers États et régions et de saper la stabilité stratégique
- déploiement de contingents militaires étrangers dans les pays et les eaux adjacents à la Russie et à ses alliés
- le déploiement de systèmes stratégiques de défense antimissile, sapant la stabilité mondiale et violant l'équilibre nucléaire établi des forces, la militarisation de l'espace et le déploiement d'armes de précision non nucléaires
- revendications territoriales contre la Russie et ses alliés et ingérence dans les affaires intérieures
- propagation des armes de destruction massive, des missiles et de la technologie des missiles, augmentation du nombre d'États nucléaires
- violation par certains États des accords internationaux et non-respect des traités de limitation et de réduction des armements précédemment conclus
- recours à la force militaire dans les États adjacents en violation de la Charte des Nations unies et d'autres normes juridiques internationales
- présence de sources et escalade du conflit militaire dans les territoires adjacents à la Russie et à ses alliés
- propagation du terrorisme international
- apparition de sources de tensions interethniques (interconfessionnelles), activité de groupes radicaux armés internationaux dans les zones adjacentes à la Russie et à ses alliés, croissance du séparatisme et de l'extrémisme forcé dans diverses régions du monde

Il énumère également cinq actions considérées comme constituant des menaces militaires :
- une aggravation de la situation militaro-politique et la création de conditions pour l'utilisation de la force militaire
- entrave au fonctionnement du système étatique et militaire de commandement et de contrôle, ingérence dans le fonctionnement de ses forces nucléaires stratégiques, systèmes d'avertissement d'attaque de missiles, systèmes de surveillance de l'espace, installations de stockage d'ogives nucléaires, énergie nucléaire et autres installations potentiellement dangereuses
- création et formation de factions armées illégales et leur activité sur le territoire russe ou celui de ses alliés
- démonstration de force au cours d'exercices dans des États adjacents à la Russie ou à ses alliés avec une intention provocatrice
- activation des forces militaires dans divers États avec conduite d'une mobilisation partielle ou totale et passage au pied de guerre

Dans le cadre de la nouvelle doctrine, la Russie continue de développer et de moderniser sa capacité nucléaire. « La Russie se réserve le droit d'utiliser des armes nucléaires en réponse à l'utilisation d'armes nucléaires et d'autres types d'armes de destruction massive contre elle ou ses alliés, ainsi qu'en cas d'agression contre la Russie avec l'utilisation d'armes conventionnelles lorsque l'existence même de la l'Etat est menacé ». La plupart des analystes militaires pensent que, dans ce cas, la Russie poursuivra une stratégie « de l'escalade à la désescalade », initiant un échange nucléaire limité pour amener les adversaires à la table des négociations. La Russie menacera également de conflit nucléaire pour décourager l'escalade initiale de tout conflit conventionnel majeur.

## Doctrine militaire de 2014
La prochaine révision de la doctrine militaire est publiée le 26 décembre 2014,,,. Une traduction utile en anglais est disponible sur un site Web du gouvernement russe jusqu'à récemment en novembre 2022.
Une liste de scénarios dans lesquels la Russie sera motivée à agir militairement envers d'autres pays est incluse. La doctrine énumère une variété d'actions militaires, y compris la « mise en œuvre du concept de frappe globale » et « l'intention d'envoyer des armes dans l'espace ». Il indique également que l'une des principales tâches de l'armée russe est de « résister aux tentatives de certains États ou groupes d'États d'atteindre la supériorité militaire par le déploiement de systèmes de défense antimissile stratégique, le placement d'armes dans l'espace extra-atmosphérique ou le déploiement de systèmes d'armes stratégiques non nucléaires de haute précision ». Les preuves indiquent que la Russie développe et teste activement une gamme d'armes spatiales.
Selon les mots d'un observateur polonais, « la politique de l'État et la doctrine militaire sont inextricablement liées car la politique militaire compétente répond à tous les changements des situations internationales et nationales et les réformes militaires successives sont impossibles sans une réflexion correspondante dans la doctrine militaire ».

### Doctrine subsidiaire
Depuis la réédition du document de 2014, le gouvernement russe a publié la stratégie de sécurité nationale de 2015, le concept de politique étrangère de 2016, la stratégie navale de 2017 et les principes de la stratégie de dissuasion nucléaire de 2020, ainsi que la doctrine de sécurité de l'information de 2016.
Vladimir Poutine a mis à jour la stratégie de sécurité nationale le 2 juillet 2021. Ce document appelle à développer un partenariat global avec la Chine et un partenariat stratégique spécial avec l'Inde, afin d'assurer la stabilité et la sécurité dans la région Asie-Pacifique.